# وارانت
وارانت (انگلیسی: Warrant) در دانش مالی عبارت است از اختیار خریدی که روی اوراق بهادار شرکت توسط خود شرکت منتشر می‌شود. وارانت در زمان انتشار معمولاً تاریخ انقضاء طولانی‌تری نسبت به اختیار معامله دارد (مثلاً پنج سال یا بیشتر). وارانت‌های ابدی که دارای تاریخ انقضاء نمی‌باشند نیز منتشر شده‌اند. معمولاً وارانت‌ها می‌توانند قبل از تاریخ انقضاء اعمال شوند (این نوع از وارانت‌ها شبیه اختیار خریدهای آمریکایی هستند) اما گاهی اوقات اعمال آنها نیاز به یک دوره انتظار بدوی دارد.
قیمت اعمال ممکن است ثابت باشد یا اینکه ممکن است در طول عمر وارانت تغییر نموده و مرحله به مرحله افزایش یابد. قیمت اولیه اعمال، به مبلغ قابل توجهی بالاتر از قیمت بازار سهامی که وارانت دربرگیرنده آن می‌باشد، تعیین می‌شود. وارانت ممکن است به‌جای سهام یا سود نقدی بین سهامداران توزیع شود یا اینکه مستقیماً به‌عنوان یک اوراق بهادار جدید منتشر گردد.
یکی دیگر از تفاوت‌های قرارداد وارانت و قرارداد اختیار معامله، محدودیت در میزان وارانت‌های موجود در بازار می‌باشد، به این معنا که از یک نوع وارانت خاص تعداد مشخص و محدودی منتشر می‌شود. تعداد کل این وارانت‌ها معمولاً قابل افزایش نمی‌باشد و با اعمال تدریجی وارانت‌ها، رو به کاهش می‌نهد. اما در مورد اختیار خرید چنین محدودیتی وجود ندارد و هرگاه دو نفر بخواهند می‌توانند یک اختیار خرید به‌وجود آورند. اعمال اختیار خرید یک شرکت تأثیری بیش از معامله خود سهام در بازار ثانویه، برای شرکت نخواهد داشت، در حالی‌که اعمال یک وارانت قطعاً در شرکت تأثیر خواهد داشت. علی‌الخصوص که موجب بقاء نقدینگی بیشتر در شرکت می‌شود، تعداد وارانت‌های موجود را کم می‌کند و به تعداد سهام‌های موجود می‌افزاید. وارانت‌ها در بورس‌های عمده جهان و همچنین در بازارهای فرابورس مبادله می‌شوند. گزارش وارانت‌هایی که بازارهای فعالی دارند، در مجلات مالی منتشر می‌شود.
تعریف دیگر وارانت؛ به یکی از ابزار مشتقه گویند که دارنده آن، حق خرید (و نه اجبار در خرید) از صادر کننده مشتق را به قیمت خاص در بازه زمانی خاصی که هر دو از قبل تعیین شده‌اند دارد. وارانت‌ها معمولاً ابزاری هستند که اضافه بر ابزار مقروضه و برای شیرین نمودن آن ارائه می‌شوند و بدین دلیل به آنها شیرین کننده نیز می‌گویند. تفاوت اصلی وارانت با کال آپشن در این است که وارانت معمولاً از سوی شرکت‌ها صادر شده و تضمین می‌گردند که این حقیقت دربارهٔ کال اپشن صدق نمی‌کند.